# Räddningsstation Hörvik
Räddningsstation Hörvik är en av Sjöräddningssällskapets räddningsstationer.
Räddningsstation Hörvik ligger i Hörvik på Listerlandet i Sölvesborgs kommun. Den inrättades 2000 och har 23 frivilliga.

## Räddningsfarkoster
- 12-11 Rescue Lovisa Åstrand, ett 11,8 meter långt räddningsfartyg av Victoriaklass, byggt 2000
- 8-03 Rescue Edna Bengtsson, en 8,4 meter lång öppen räddningsbåt av Gunnel Larssonklass, byggd 1996
- Miljöräddningssläp Hörvik, byggt av Marine Alutech

## Tidigare räddningsfarkoster
- S-840 Svävare 840, en 5,25 meter lång täckt svävare, ägd av Sjöfartsverket